# ТЕЦ „Република“
ТЕЦ „Република“ е топлофикационна електроцентрала в Перник, България. Собственост е на „Топлофикация – Перник“ с номинален собственик жителят на Кипър Стефанос Константину.
Централата използва главно кафяви въглища, добивани в Перник. Капацитетът ѝ за производство на електроенергия е 105 MW, а на топлинна енергия – 204 MW.
Първият парогенератор на централата е пуснат през 1951 година, а самата централа е въведена в експлоатация през 1952 година, като е разширявана през 1958 и 1965 година. По това време тя разполага с 5 парогенератора и 5 турбинни агрегата с общ капацитет за производство на електроенергия 155 MW и е от значимите производители за страната. По-късно 2 парогенератора и 2 турбинни агрегата са бракувани. През 1980 и 1988 година са инсталирани бойлерни уредби за топлофикация на града.
Към 2022 година централата е постоянен замърсител на въздуха с многократно установени нарушения.